# 泉蔵寺 (柏市)
泉蔵寺（せんぞうじ）は、千葉県柏市にある真言宗豊山派の寺院。

## 歴史
創建年代は不明である。大正時代に旧風早村が記録した『寺院明細台帳』によれば、1620年（元和6年）の創建としている。しかし1872年（明治5年）時点で、住職は第39世となっていることから、江戸時代初期の創建ではなく、もっと古い可能性がある。
現在の本堂は1975年（昭和50年）に新築したものである。鉄筋コンクリート造の2階建てである。同市逆井の観音寺の本堂を参考にしている。新本堂新築を機に「大島田山泉蔵寺」から「普門山遍照院泉蔵寺」に改称している。

## 交通アクセス
- 路線バス大津ヶ丘二丁目停留所より徒歩5分。